# Antoni Kuligowski
Antoni Kuligowski (ur. 1 kwietnia 1910 w Warszawie, zm. 28 października 1992) – polski ślusarz, technik-metalowiec i polityk. Minister rolnictwa w latach 1956–1957, poseł na Sejm PRL I, III, IV i V kadencji.

## Życiorys
Syn Ludwika i Józefy. Uzyskał wykształcenie średnie techniczne, później ukończył Szkołę Partyjną przy KC PZPR. Był młodzieżowym działaczem socjalistycznym sympatyzującym z Komunistyczną Partią Polski. W czasie II wojny światowej był żołnierzem Polskich Sił Zbrojnych w ZSRR. Członek Polskiej Partii Robotniczej, a następnie Polskiej Zjednoczonej Partii Robotniczej, pracował w aparacie partyjnym. W PPR był sekretarzem (1945–1947) i I sekretarzem Komitetu Wojewódzkiego w Bydgoszczy oraz zastępcą członka Komitetu Centralnego (1947–1948). W PZPR był I sekretarzem KW w Bydgoszczy (1948–1949), Szczecinie (1949), Wrocławiu (1951–1952) i w Koszalinie (1960–1968). W Komitecie Centralnym tej partii był kierownikiem (1952–1953) i zastępcą kierownika (1959–1960) Wydziału Rolnego, a także zastępcą członka (1948–1954, 1964–1968) i członkiem KC (1954–1959). Od 1959 do 1964 członek Centralnej Komisji Kontroli Partyjnej, a w latach 1968–1971 jej przewodniczący.
Pełnił mandat poselski na Sejm PRL I, III, IV i V kadencji. W latach 1953–1956 podsekretarz stanu w Ministerstwie Państwowych Gospodarstw Rolnych, a następnie do stycznia 1957 minister rolnictwa. W okresie 1957–1959 sekretarz Głównego Komitetu Organizacyjnego Związku Kółek i Organizacji Rolniczych.
Żonaty z Eugenią Kuligowską. Pochowany na Cmentarzu Wojskowym na Powązkach w Warszawie (kwatera G-11-11).

## Odznaczenia
- Order Sztandaru Pracy I klasy (1964)[3]
- Order Sztandaru Pracy II klasy
- Złoty Krzyż Zasługi
- Srebrny Krzyż Zasługi
- Odznaka 1000-lecia Państwa Polskiego (1966)[4]
- Odznaka honorowa „Za zasługi w rozwoju województwa koszalińskiego” (1966)[5]
- Medal pamiątkowy „650-lecia Słupska” (1960)[6]